# Antoine Laroche-Dubouscat
Antoine Laroche-Dubouscat (* 16. Dezember 1757 in Condom; † 21. Juni 1831 in Vic-Fezensac) war ein französischer Général de division.

## Leben
Laroche-Dubouscat entstammte einer wohlhabenden Familie. Seine Schulzeit absolvierte er mit Hilfe von Hauslehrern und sollte im Anschluss auf Wunsch seines Vaters Jura studieren. Am 1. Juli 1774 meldete er sich freiwillig in das Régiment de Dragons de Monsieur.
Im September 1792 wurde er Chef des 4. Freiwilligenbataillons der französischen Revolutionsarmee. Im Juli 1793 wurde er zum Generaladjutanten und Brigadechef ernannt. Im Sommer 1796 überschritt er mit einer halben Brigade leichter Infanterie und Jägern zu Pferde der Rhein- und Mosel-Armee bei Renchen den Rhein und marschierte nach Gefechten beim Kniebis weiter nach Freudenstadt. Am 17. Juli 1796 verursachten die französischen Truppen in Möttlingen erhebliche Zerstörungen. Am 21. Juli 1796 bekämpfte er mit General Taponier die Österreicher bei Esslingen. Am 11. August 1796 beteiligte er sich erfolgreich in der Schlacht bei Neresheim. 
Am 30. Juli 1799 stieg er zum Generalmajor (général de division) auf und wurde Kommandant in Mainz. 
1803 wurde er Ritter und 1804 Kommandeur der Ehrenlegion.  
Zum 18. Januar 1808 legte er alle Ämter nieder und zog sich ins Privatleben zurück. Laroche-Dubouscat ließ sich in Vic-Fezensac nieder und starb dort am 21. Juni 1831 im Alter von 73 Jahren. Beerdigt wurde er auf dem dortigen Friedhof.

## Ehrungen
- Dezember 1803 Chevalier der Ehrenlegion
- Mai 1804 Commandeur der Ehrenlegion
- Sein Name findet sich am nördlichen Pfeiler (7. Spalte) des Triumphbogens am Place Charles-de-Gaulle (Paris).